# René Hauss
Pour les articles homonymes, voir Hauss.
René Hauss, né le 25 décembre 1927 à Lingolsheim et mort le 6 décembre 2010 à Strasbourg, est un joueur professionnel et entraîneur de football français.

## Biographie
Ce défenseur réalise toute sa carrière professionnelle au Racing Club de Strasbourg, avec lequel il dispute 515 matchs de championnat (dont 421 en première division, pour dix buts), en dix-neuf saisons (de 1948 à 1967). Il détient à ce titre le record de nombre de matchs joués pour le club strasbourgeois. 
En tant que joueur, il remporte deux coupes de France à quinze ans d'intervalle (un record), et accède aux quarts de finale de la coupe UEFA en 1965. 
Premier de sa formation d'entraîneur en 1965, il prend logiquement les commandes du Racing quand il raccroche les crampons. En 1968, il rejoint la Belgique et remporte trois titres de champion d'affilée avec le Standard de Liège. Sous sa direction, le Standard atteint les quarts de finale de la Coupe des clubs champions européens en 1970 et 1972.
En 1973, il devient manager général du FC Sochaux. Il inscrit profondément sa marque dans le Doubs en créant dès 1974 le centre de formation. Il mène Sochaux jusqu'en demi-finale de la coupe de l'UEFA.
En 1985, il part au Matra-Racing en tant que manager général. Il se voit confier la responsabilité de l'équipe première à la suite du départ d'Artur Jorge, de l'automne 1988 à l'été 1989.
Il décédera dans la nuit du 6 au 7 décembre 2010 des suites d'un cancer fulgurant.

## Carrière

### Joueur
- 1948-1967 : RC Strasbourg  France

### Entraîneur
- mai 1967-mars 1968 : RC Strasbourg  France
- 1968-1973 : Standard de Liège  Belgique
- 1973-1985 : directeur sportif du FC Sochaux  France
- 1985-1990 : manager général du Matra-Racing  France

## Palmarès

### Joueur
- Vainqueur de la Coupe de France en 1951 et 1966.
- Vainqueur de la Coupe de la Ligue française en 1964.
- Finaliste de la Coupe Charles Drago en 1961.

### Entraîneur
- Champion de Belgique en 1969, 1970 et 1971 avec le Standard de Liège
- Vice-champion de Belgique en 1973 avec le Standard de Liège
- Élu entraîneur de l'année de Division 1 en 1980[4]